# NGC 3767
NGC 3767 (również PGC 35969 lub UGC 6590) – galaktyka soczewkowata (SB0), znajdująca się w gwiazdozbiorze Lwa. Odkrył ją John Herschel 17 marca 1831 roku.